# Топлодолска река (притока Темштице)
Топлодолска река је друга најважнија притока (саставница) у сливу Височице (Темштице), која дренира јужне падине Старе планине. Настаје у Топлом Долу спајањем Јаворске и Рекитске реке. У ширем смислу она припада сливу реке Темштице као њена лева саставница, а у најширем смислу припада сливу реке Нишаве, односно Јужне Мораве, затим Велике Мораве, Дунава, па самим тим и Црноморском сливу. Административно слив Топлодолске реке припада општини Пирот у Пиротском управном округу.

## Географска истраживање Топлодолске реке
О формирању Топлодолске реке писао је својевремено међу првима Јован Цвијић, који у о њој ово каже: 
„Топлодолштица извире челенком из цирка, којем су у залеђу Миџор, Доња и Горња Мартиница, Брезова Чука и Вражја Глава; на западу му је оквир Бабин Зуб, а на истоку Белан, који је зглобљен са Вражјом Главом. Дугим Билом, које се од Миџора одваја, подељен је овај цирк на двоје и тако су издвојена два крака Топлодолштице; у западном је цирку челенка Затрапње, а у источном, који је на скици представљен, челенка је Јаворске реке. Унутрашњост је оба цирка под густом гором, у Бацкој Реци превлађују четинари. Земљиште циркова је састављено из црвеног пешчара и црвеног конгломерата; у њима извиру многобројни слаби извори, које храни поглавито сочница, и њихове јаруге се састављају у главне кракове." 

## Географске одлике
Сливно подручје Топлодолске реке налази се у југоисточном делу Србије у оквиру подручја Старе планине између:
- 43°  17' 35” и  43°  24' 11” северне географске ширине
- 22°  35' 13” и  22°  47' 56” географске дужине.[3]

По површини слива од 136,95 km² и дужини речног тока од 20,78 km Топлодоласка река је друга најважнија притока Височице (Темштице). 
Код Топлог Дола дно долине Топлодолске реке се мало проширује, а низводно се на малој дужини местимично јавља и алувијална раван. Ипак, и даље је река дубоко усечена а долинске стране, нарочито леве, су високе и стрме.
Пад речног корита се смањује али и на сектору од Топлог Дола до ушћа у Височицу износи значајних 24,7 m/km.
Са десне стране Топлодолска река прима највећу притоку Засковачку реку. 
Ток Топлодолске реке има велику снагу због водности слива, нарочито у пролеће када се топи снег на Старој планини, као и изразитих падова. Имајући у виду и подлогу од црвених пешчара, често носи велику количину наноса. Улива се у Височицу на надморској висини од 483 метара.
Густина речне мреже у сливу Топлодолске реке је највећа ако гледамо само веће сливове површине преко 50 km² , и износи 2,4 km/km². Од тога је 1,06 km/km2 сталних водотокова (44,2%), и 1,34 km/km² периодичних водотокова (55,8%). Просечан пад Топлодолске са Јаворском реке износи 67,23 m/km.

### Саставнице Топлодолске реке
Топлодолска река постаје од Ракитске  (њене десне саставнице) и Јаворске реке  (њене леве саставнице) које се састају код села Топлог Дола, по коме је и добила назив, на надморској висини од 699 метара. 
Јаворска река
Јаворска река је и по дужини тока (12,03 km) и по површини слива већа саставница од Ракитске реке (6,92 km), тако да се може рачунати као почетак Топлодолске реке. Јаворска река извире 1,4 километара југоисточно од Миџора на 1.880 m н.в. Готово цео слив Јаворске реке, као и Ракитске изграђен је у пермским црвеним пешчарима, алевролитима и глинцима, осим развођа према Гостушкој и Дојкиначкој реци која су од тријаских кластичних стена. Ова врста геолошке подлоге, уз изразите падове омогућава изградњу веома густе речне мреже. Извори се налазе углавном на великим висинама, испод развођа.
Притоке Јаворске реке су бројне, углавном кратког тока. Лева страна слива је шира и ту можемо издвојити Чунгуљски дол, Киселички дол, Студеначку реку. Са десне стране, пре Топлог Дола издваја се притока Ковани дол.
Јаворска река има изразити пад речног тока, долинско дно је уско, а стране долине су уз речно корито покривене шумском вегетацијом. И притоке имају јако велике падове, а на одсецима се јављају бројни већи и мањи водопади.
- Кањон Кованог дола, притоке Јаворске реке

Ракитска река
Ракитска река извире испод Војводиног венца (1.671 m н.в), на 1.612 метара надморске висине. Са леве стране у њу се улива Калуђерска река која извире из Калуђерских врела испод Миџора, а њене десне притоке одводњавају Прилепски врх (1.906 m н.в) и Тупанар (1.956 m н.в). И слив Ракитске реке одликује се великим бројем водотока, истина углавном периодичних, са изворима најчешће високо при развођима и великим падовима речних корита.

### Слив
Након спајања Рекитске и Јаворске реке новоформирана Топлодолска река, до њеног спајања са реком Височицом, тече ка југозападу формирајући ток дужине око 8,801 км, и на том путу дренира слив укупне површине од 138,2 km². Ако се узме у обзир да дужине њених саставница износе за Јаворску реку 12,21 км, а за Рекитску реку 6,87 км, а да је тачка Топлодолске реке извор дуже саставнице (а то је Јаворска река), онда укупна дужина Топлодолске реке износи 21,011 км.
На свом путу до ушћа у Височицу Топлодолска река прима следеће притоке:  
- Засковачку реку (своју најзначајнију притоку) која се након 2,7 km улива се у Топлодолску реку са њене леве стране на коти 581 m. Име је добила по селу Засковци где настаје спајањем Терзинске реке са Живадиновим долом.
- Дебелолушки дол, који се у Топлодолску реку улива са њене десне стране.[7]
- Низ мањих и углавном повремених токова.

Ако се у обрачун укључе само стални водотокове, у том случају густина речне мреже Топлодолске реке износила 1,03 km/km².
Топлодолска река се углавном прихрањује на рачун отапања снега са највиших врхова Старе планине, као и на рачун пролећних киша. Она је током пролећних месеци изузетно јака, великих протицаја и велике кинетичке енергије тако да до самог спајања са Височицом доноси облутке пермских пешчара дециметарских до скоро метарских димензија. Насупрот овоме, током дужег периода без кише река скоро да пресушује.

### Ушће
Након тока од 8,801 км, од настанка до спајања са Височицом, Топлодолска река, код Мртвачког моста као једна од саставница, формира реку Темштицу.

## Хидрографија
Хидрографска мрежа развијена у оквиру слива Топлодолске реке је дендритичног типа, са великим бројем повремених токова. Токови су великих градијената, бујичног карактера.
Режим Топлодолске реке, али и њених главних саставница Јаворске и Рекитске реке као и њених главних притока, условљен је на првом месту отапањем снега као и пролећним кишама. Максимуми су присутни углавном током пролећних месеци, а условњени су позитивним температурама ваздуха које условљавају отапање снежног покривача. Последица овога су чињенице да су март, април и мај најводнији месеци у години када у просеку око половине укупне годишње количине воде протекне коритом Топлодолске реке.

## Галерија
- Део фауне Топлодолске реке